# Quartier III (Turku)
Le Quartier III (finnois : III kaupunginosa) est un quartier de Turku en Finlande.

## Description
Le quartier est situé sur la rive Est de l'Aura entre les rues Kaskenkatu et Martinkatu et au sud Kupittaankatu.
Une majeure partie du quartier est occupée par le parc des sports de Turku, où se trouve entre autres le stade Paavo-Nurmi et par le parc Samppalinnanpuisto.
Le quartier abrite aussi le théâtre municipal de Turku, le musée Wäinö Aaltonen, le bâtiment administratif du gouvernement, Heideken et le musée de la biologie.

## Galerie

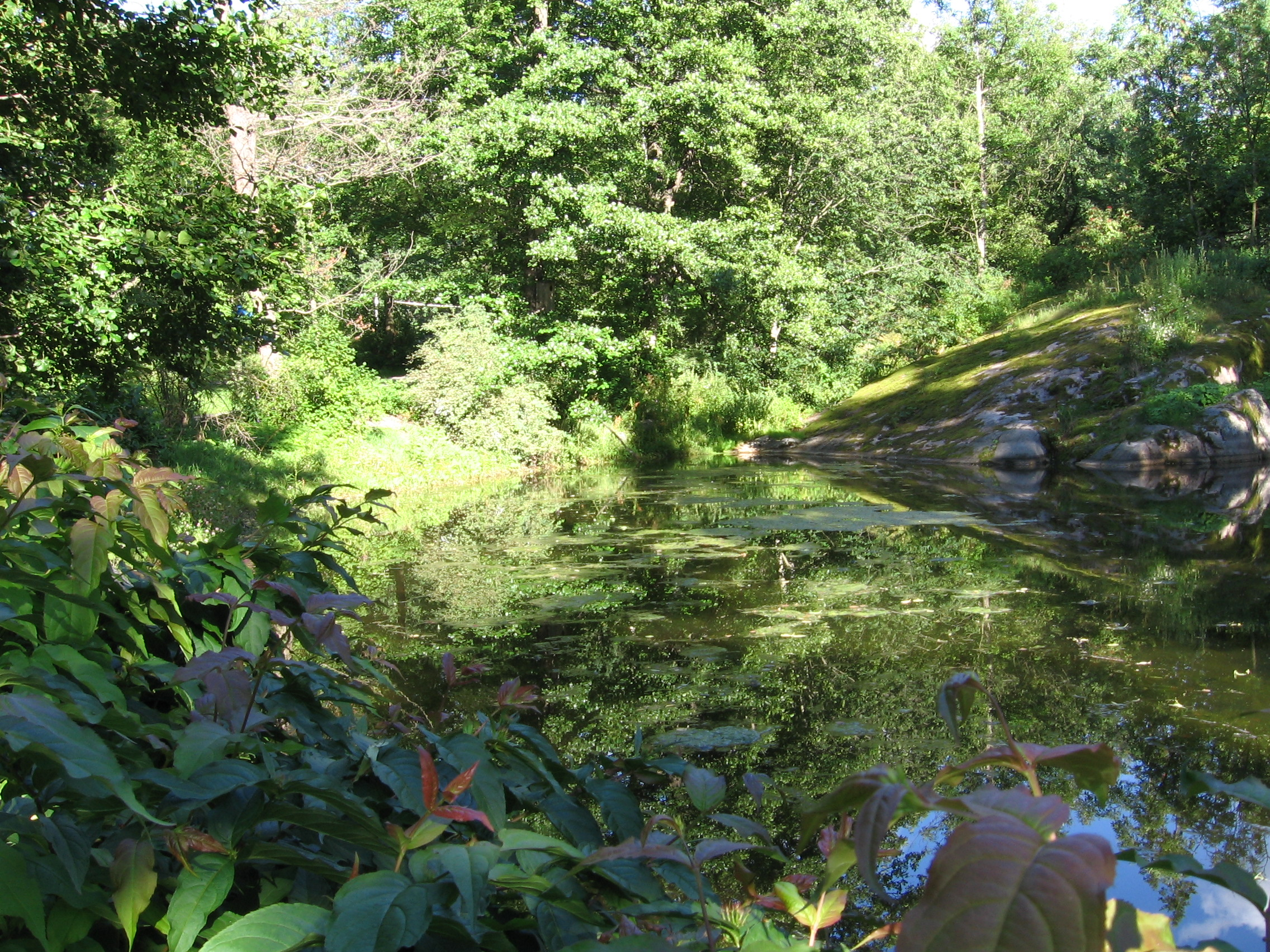
Étang du parc des sports.
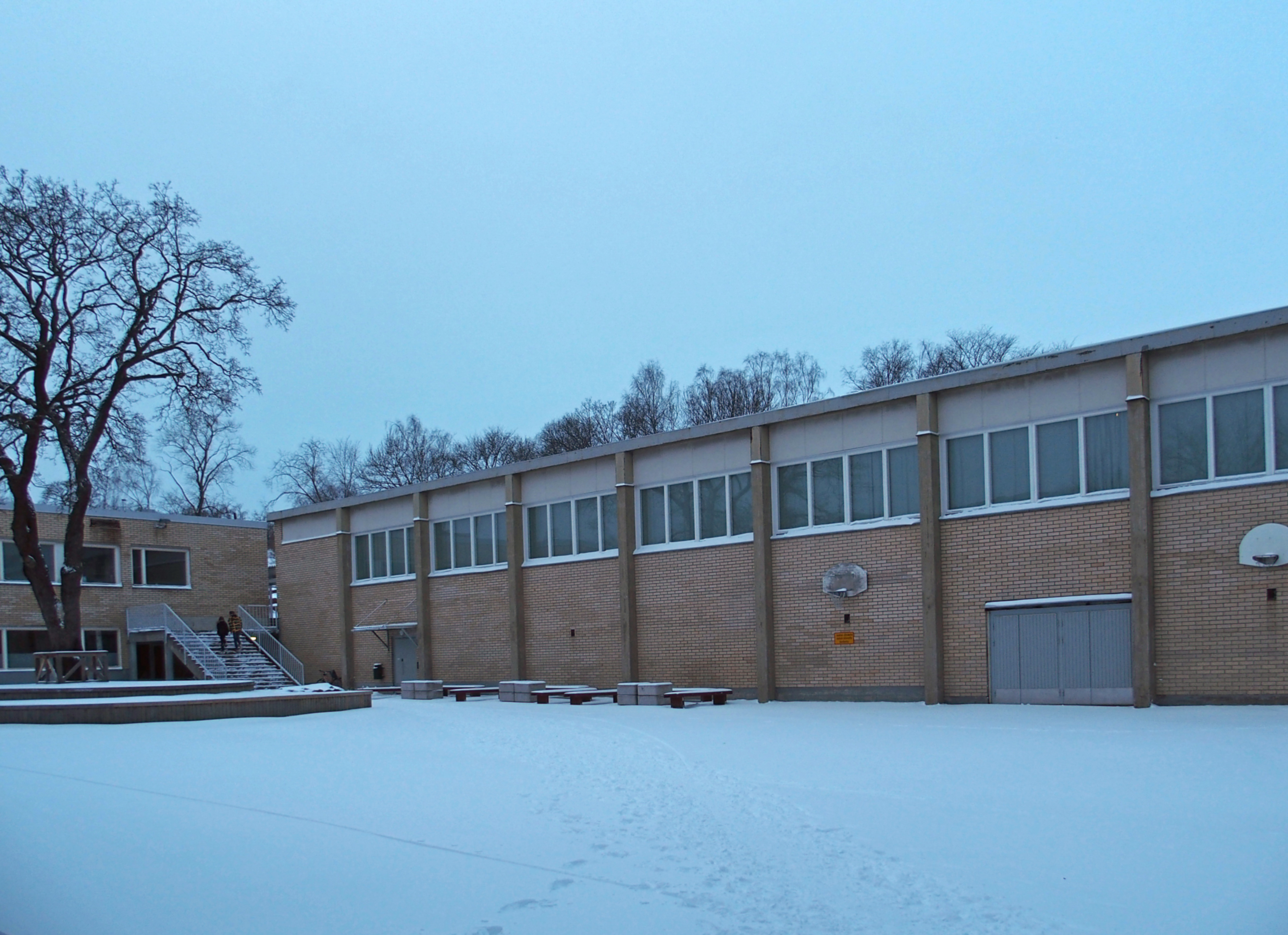
Salle de sports de Samppalinna.
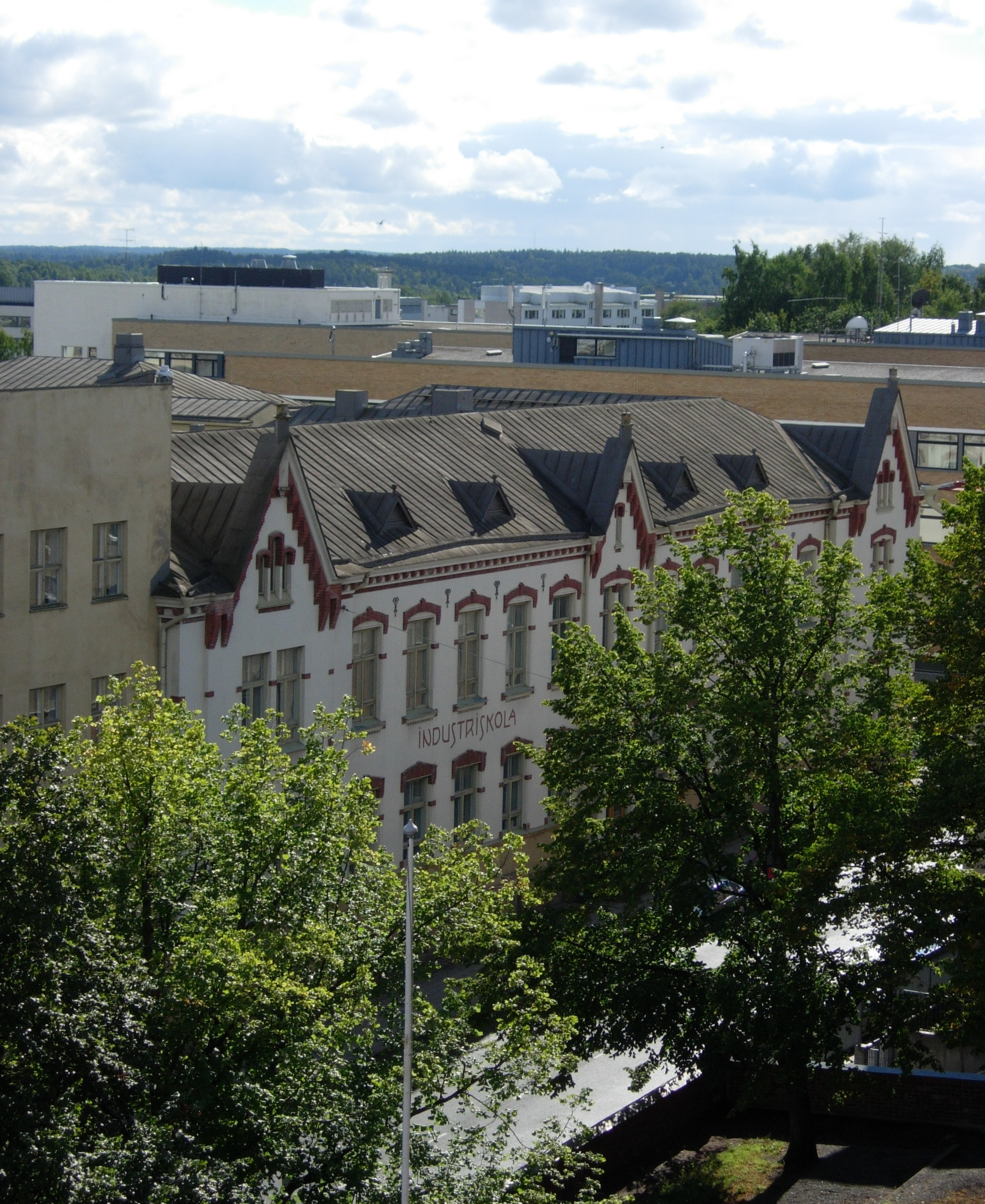
L'école industrielle, Sepänkatu 1, Turku.jpg
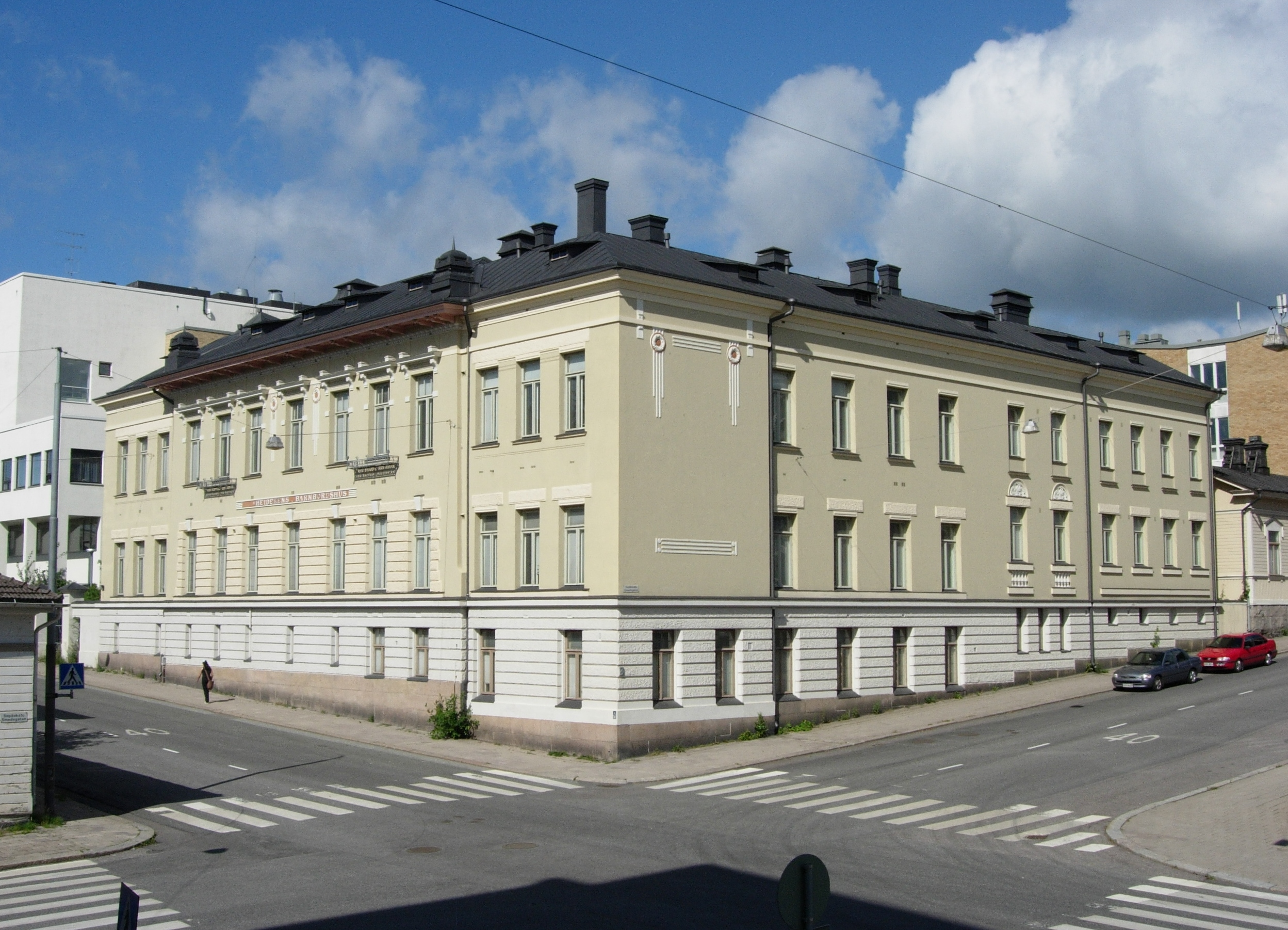
Heideken.